# Bobby Robson
Sir Robert „Bobby“ William Robson CBE (* 18. Februar 1933 in Sacriston, County Durham, England; † 31. Juli 2009) war ein englischer Fußballspieler und -trainer. Bis zuletzt war er als Berater in fußballerischen Belangen für die irische Nationalmannschaft aktiv. Zuvor war er unter anderem auch Trainer der englischen Auswahl.
Robson wird als eine Art Vaterfigur der englischen Trainer angesehen und konnte als sportlicher Leiter auf eine der weltweit angesehensten Laufbahnen verweisen. Er starb nach langem Lungenkrebsleiden.

## Jugend
Bobby Robson wurde am 18. Februar 1933 in Sacriston, County Durham, geboren. Er war der jüngste von vier Söhnen des Bergarbeiters Philip Robson mit seiner Ehefrau Lilian. Wenige Monate nach der Geburt zog die Familie in das nahegelegene Dorf Langley Park und Robson wuchs dort in einfachen Verhältnissen auf. Gemeinsam mit seinem Vater besuchte er die Heimspiele von Newcastle United im St. James’ Park und spielte als Kind für die Jugendmannschaften der Langley Park Juniors. Mit 15 Jahren begann Robson eine Ausbildung zum Elektriker in einer der zahlreichen Minen seiner Heimatregion. Aufgrund eines teilweisen Hörverlusts wurde er vom Militärdienst befreit. Im Mai 1950 nahm der Halbstürmer ein Vertragsangebot des FC Fulham an und ging nach London.

## Spielerlaufbahn
Robson heuerte als Flügelspieler im Mai 1950 beim FC Fulham an und wechselte fast sechs Jahre später, im März 1956, zu West Bromwich Albion. Dort absolvierte er 257 Spiele und schoss dabei 61 Tore. Darüber hinaus wurde er Nationalspieler und kam als Mittelfeldspieler auf insgesamt 20 Einsätze. Robson kehrte im August 1962 nach London zum FC Fulham zurück, bevor er sich dann in der Saison 1967/68 den kanadischen Vancouver Royals in deren ersten Saison in der NASL als Spielertrainer anschloss.

## Trainerlaufbahn

### Die ersten Trainerstationen in England
Nachdem Robson seine Laufbahn als Fußballspieler beendet hatte, begann er als Trainer bei seinem früheren Verein aus Fulham, wo er im Januar 1968 Vic Buckingham ersetzte, als die Mannschaft auf dem vorletzten Platz der ersten Division lag; Robson konnte den Abstieg nicht verhindern. 
1969 erhielt er den Trainerjob bei Ipswich Town, wo er in den nächsten 13 Jahren den FA Cup 1977/78 und den UEFA-Pokal 1980/81 gewann. Mit zwei hintereinander folgenden Vizemeisterschaften in der Football League First Division 1980/81 und Football League First Division 1981/82 beendete er die erfolgreiche Zusammenarbeit in Ipswich. Wie schon bei Sir Alf Ramsey, der 1966 Weltmeister wurde, wurde auch Bobby Robson von der FA direkt von Ipswich als Nationaltrainer verpflichtet.

### Robson als englischer Nationaltrainer
Nach der Weltmeisterschaft 1982, bei der England in der zweiten Finalrunde an Spanien und Deutschland scheiterte, trat Trainer Ron Greenwood zurück und Robson übernahm. In den acht Jahren als Trainer mit Höhen und Tiefen scheiterte Robson zunächst knapp mit seinem Team bei der Qualifikation zur Europameisterschaft 1984. Hier fehlte ein Punkt gegenüber Dänemark. Bei der WM 1986 in Mexiko schied man im Viertelfinale gegen Argentinien aus, in dem sich das Tor mit Hilfe der Hand Gottes und Maradonas WM-Tor des Jahrhunderts ereignete. Zwei Jahre später erlebte England einen Tiefpunkt bei der Europameisterschaft 1988 in Deutschland: Das Team beendete die Gruppenphase als Letzter mit 0:6 Punkten. Zwei Jahre später erreichte er bei der WM 1990 in Italien mit England das Halbfinale, in dem er nach Elfmeterschießen gegen Deutschland das Finale verpasste. Im anschließenden Spiel um den 3. Platz, seinem letzten Spiel als Nationaltrainer, unterlag England Gastgeber Italien. Er betreute die Nationalmannschaft in 95 Spielen, von denen sie 47 gewann.

### Niederlande und Portugal
Robson trainierte danach zweifach den niederländischen Verein PSV Eindhoven und in Portugal sowohl Sporting Lissabon als auch den FC Porto. Sowohl bei Sporting als auch Porto diente ihm José Mourinho als Übersetzer. 

### FC Barcelona
Nachdem CD Teneriffa-Trainer Jupp Heynckes ein Angebot, neuer FC Barcelona-Trainer zu werden, abgelehnt hatte, wurde Robson im Sommer 1996 überraschend das Angebot gemacht, neuer Übungsleiter der Katalanen zu werden und die Nachfolge von Johan Cruyff anzutreten. Der Kontakt mit Barcelona war dabei dadurch zustande gekommen, dass Barcelona-Vizepräsident Joan Gaspart sich bei Robson über Luís Figo erkundigt hatte.
In Barcelona übernahm José Mourinho nach Sporting und Porto einmal mehr die Rolle des Übersetzers, wobei er vermehrt auch als Co-Trainer diente. Insgesamt sollte Robson drei Titel in seinem einzigen Jahr als Übungsleiter der Katalanen gewinnen. Seinen ersten gewann er dabei gleich im August 1996 in Form des spanischen Supercups, nachdem man den von Radomir Antić trainierten Double-Gewinner Atlético Madrid mit 6:5 nach Hin- und Rückspiel bezwungen hatte. Der zweite Titel folgte im Mai im Europapokal der Pokalsieger. Im Endspiel in Rotterdam setzte man sich dank eines Strafstoßes von Ronaldo Nazario mit 1:0 gegen Titelverteidiger Paris Saint-Germain durch. Seinen dritten Titel holte Robson im nationalen Pokal im Juni durch einen 3:2-Finalsieg über Betis Sevilla. In der Liga wurde man unterdessen mit 90 Punkten Vizemeister hinter dem Erzrivalen Real Madrid unter Fabio Capello, die man im Gegenzug zu Anfang des Jahres mit einem 4:3-Gesamtsieg aus der Copa del Rey befördert hatte. Nach der erfolgreichen Saison wurde Robson zu Europas Trainer des Jahres gewählt. Trotz dieser Erfolge behielt er seinen Trainerposten allerdings nicht, sondern wechselte in das Amt des Sportdirektors um Platz zu machen für Ajax Amsterdams Erfolgstrainer Louis van Gaal, um den sich Barcelona schon länger bemüht hatte.

### Rückkehr nach Newcastle
Im September 1999 erfüllte sich dann Robsons Kindheitstraum, als er von Newcastle United verpflichtet wurde. Obwohl der Verein nur über wenig finanzielle Mittel verfügte, führte Robson den Verein zu einem vierten Platz in der Saison 2001/02 und verbesserte dieses Resultat nur ein Jahr später sogar um eine Position, was dem Verein die Qualifikation zur Champions League ermöglichte. In beiden Fällen endete der Wettbewerb für Newcastle vorzeitig und Robsons Differenzen mit einigen Spielern mehrten sich, da diese seiner Ansicht nach einen unprofessionellen Lebensstil verfolgten. Weitere Unstimmigkeiten mit der Vereinsführung von Newcastle, die ihn bei Spielertransfers häufig nur unzureichend einbezog, führte dann dazu, dass Robson am 30. August 2004 den Verein nach einem schwachen Saisonbeginn verließ, nachdem er zuvor in der Umkleidekabine deutlich seinen Unmut geäußert und sich anschließend gegenüber einem Reporter über die heimischen Anhänger beklagt hatte.

### Internationaler Berater
Am 7. Juni 2005 lehnte er ein Angebot des schottischen Vereins Heart of Midlothian ab, weil er in Newcastle bleiben wollte. Am 13. Januar 2006 wurde er dann als Berater in internationalen Fußballangelegenheiten für die irische Nationalmannschaft verpflichtet, wobei Steve Staunton der dortige Nationaltrainer war.

## Erfolge als Trainer
England
- British Home Championship: 1982/83
- Weltmeisterschafts-Vierter: 1990

Ipswich Town
- FA Cup: 1978
- UEFA-Pokal: 1981

PSV Eindhoven
- Niederländischer Meister: 1991, 1992
- Niederländischer Supercupsieger: 1998

FC Porto
- Portugiesischer Meister: 1995, 1996
- Portugiesischer Pokalsieger: 1994
- Portugiesischer Supercupsieger: 1993, 1994

FC Barcelona
- Europapokal der Pokalsieger: 1997
- Spanischer Pokalsieger: 1997
- Spanischer Supercupsieger: 1996

## Wissenswertes
- Er wurde im Jahr 2002 aufgrund seiner Verdienste für den Fußball zum Ritter geschlagen. Zuvor hatte er bereits den Order of the British Empire als CBE erhalten.
- Nach dem Tod des legendären Trainers Brian Clough schrieb er kurzzeitig als sein Nachfolger eine Kolumne in der Zeitschrift Four Four Two.

## Ehrungen
- 2009 erhielt er posthum den FIFA-Fairplay-Preis „für seine herausragende Fairness, die er während seiner ganzen Karriere bewiesen hatte“.[6]
- 2012 wurde vor dem St. James’ Park von Newcastle United eine Statue von Robson errichtet.[7]

## Privatleben
Robson war von 1955 bis zu seinem Tod mit Elsie verheiratet; aus der Ehe gingen drei Söhne hervor.